# Список епізодів телесеріалу «Спільнота»
«Спільнота» — американський ситком, який стартував 17 вересня 2009 року на телеканалі NBC. Серіал оповідає історію про студентів муніципального коледжу «Ґріндейл» в штаті Колорадо. Після п'яти сезонів 6 сезон було випущено на інтернет-каналі Yahoo! Screen.

## Огляд сезонів
| Сезон | Епізоди | Епізоди | Оригінальний показ | Оригінальний показ | Оригінальний показ |
| Сезон | Епізоди | Епізоди | Перший показ       | Останній показ     | Мережа             |
| ----- | ------- | ------- | ------------------ | ------------------ | ------------------ |
| 1     | 25      | 25      | 17 вересня 2009    | 20 травня 2010     | NBC                |
| 2     | 24      | 24      | 23 вересня 2010    | 12 травня 2011     | NBC                |
| 3     | 22      | 22      | 22 вересня 2011    | 17 травня 2012     | NBC                |
| 4     | 13      | 13      | 7 лютого 2013      | 9 травня 2013      | NBC                |
| 5     | 13      | 13      | 2 січня 2014       | 17 квітня 2014     | NBC                |
| 6     | 13      | 13      | 17 березня 2015    | 2 червня 2015      | Yahoo! Screen      |

## Епізоди

### Сезон 1 (2009-10)
| № п/п | № в сезоні | Назва                                                               | Режисер                 | Сценарист                    | Оригінальний показ | Оригінальний показ українською | Код | Рейтинг |
| --- | ---------- | ------------------------------------------------------------------- | ----------------------- | ---------------------------- | ------------------ | ------------------------------ | --- | ------- |
| 1 | 1          | «Pilot» «Пілот»                                                     | Ентоні Руссо, Джо Руссо | Ден Гармон                   | 17 вересня 2009    | 8 січня 2018                   | 100 | 7.89    |
| Колишній адвокат Джеф Вінґер, якого нещодавно позбавили ліцензії за підробку диплому і який щойно вступив до Ґріндейльського Муніципального Коледжу, розраховує на допомогу свого старого друга професора Яна Дункана, щоб отримати справжній диплом без особливих зусиль, але Дункан не згоден з його планом. Між тим, його спроба провести час з привабливою однокурсницею Бріттою Перрі, вдаючи з себе репетитора іспанської мови теж зазнає поразки, коли вона запрошує на зайняття їхнього спільного знайомого, гіка Абеда Надіра, який в свою чергу запрошує ще чотирьох однокурсників: відмінницю Енні Едісон, спортсмена Троя Барнса, мати-одиначку Ширлі Беннет і старого мільйонера Пірса Готорна. |            |                                                                     |                         |                              |                    |                                |     |         |
| 2 | 2          | «Spanish 101» «Іспанська 101»                                       | Джо Руссо               | Ден Гармон                   | 24 вересня 2009    | 8 січня 2018                   | 101 | 5.39    |
| Коли викладач іспанської мови Бен Ченґ дає групі завдання по парах, Джеф робить все щоби бути в парі с Бріттою, але опиняється в парі з Пірсом, який хоче здружитися з ним. Ширлі і Енні влаштовують акцію протесту проти притиснення журналістів в Гватемалі. Трой і Абед стають друзями. |            |                                                                     |                         |                              |                    |                                |     |         |
| 3 | 3          | «Introduction to Film» «Знайомство з кінематографом»                | Ентоні Руссо            | Тім Гоберт, Джон Поллак      | 1 жовтня 2009      | 8 січня 2018                   | 102 | 5.86    |
| Щоб отримати залік, Джеф намагається довести професору Вітмену, що живе «на повну». Брітта хоче допомогти Абеду вивчати кіно, попри бажання його батька. |            |                                                                     |                         |                              |                    |                                |     |         |
| 4 | 4          | «Social Psychology» «Соціальна психологія»                          | Ентоні Руссо            | Ліз Каковський               | 8 жовтня 2009      | 8 січня 2018                   | 104 | 4.87    |
| Брітта починає зустрічатися з хіппі Воном Міллером. Джеф намагається показати їй що не ревнує, але між тим він і Ширлі починають глузувати з нього. Енні бере участь в психологічному експерименті професора Дункана, на який приводить Троя і Абеда. |            |                                                                     |                         |                              |                    |                                |     |         |
| 5 | 5          | «Advanced Criminal Law» «Передовий кримінальний закон»              | Джо Руссо               | Ендрю Гуест                  | 15 жовтня 2009     | 9 січня 2018                   | 105 | 5.01    |
| Коли Ченґ знаходить шпаргалку Брітти, їй загрожує відрахування і Джефу доводиться її захищати. Енні просить Пірса написати для коледжу новий гімн. Трой вчить Абеда жартувати. |            |                                                                     |                         |                              |                    |                                |     |         |
| 6 | 6          | «Football, Feminism and You» «Футбол, Фемінізм і Ти»                | Джо Руссо               | Гіларі Вінстон               | 22 жовтня 2009     | 9 січня 2018                   | 103 | 5.18    |
| Під впливом шантажу декана Пелтона Джеф умовляє Троя грати в футбольній команді Ґріндейла, що не подобається закоханій в нього Енні. Пірс і декан Пелтон розробляють нового маскота для коледжу — ґріндейлську Людину. Ширлі вчить Брітту правилам поведінки в жіночому туалеті. |            |                                                                     |                         |                              |                    |                                |     |         |
| 7 | 7          | «Introduction to Statistics» «Знайомство зі статистикою»            | Джастін Лін             | Тім Гоберт, Джон Поллак      | 29 жовтня 2009     | 10 січня 2018                  | 106 | 5.32    |
| Енні влаштовує вечірку на мексиканський день мерців в бібліотеці, тоді як викладачі влаштовують свою вечірку на Хелловін. Джеф хоче піти на вечірку викладачів щоб наблизитись до своєї викладачки статистики Мішель Слейтер, що не подобається Ширлі, яка вважає що між ним і Бріттою щось є, і Енні, яка бачить його як «крутого гостя». Пірс випадково приймає наркотики. |            |                                                                     |                         |                              |                    |                                |     |         |
| 8 | 8          | «Home Economics» «Домашня економіка»                                | Ентоні Руссо            | Лорен Померанц               | 5 листопада 2009   | 10 січня 2018                  | 107 | 5.45    |
| Група дізнається, що Джефа висілили і що він живе в своїй машині. Він заселяється в гуртожиток, в одну кімнату з Абедом, і стає таким же гіком як і він, що бентежить Брітту. Пірс грає в рок-групі Во́на, колишнього хлопця Брітти. Енні допомагає Трою влаштувати побачення з іншою дівчиною. |            |                                                                     |                         |                              |                    |                                |     |         |
| 9 | 9          | «Debate 109» «Дебати 109»                                           | Джо Руссо               | Тім Гоберт                   | 12 листопада 2009  | 11 січня 2018                  | 109 | 5.09    |
| Енні і Джеф беруть участь в змаганні з дебатів між Ґріндейлом і Міським Коледжем. Пірс допомагає Брітті кинути палити за допомогою гіпнозу. Короткометражні фільми, які Абед знімає про групу, надихають їх на думку що він вміє пророкувати майбутнє. |            |                                                                     |                         |                              |                    |                                |     |         |
| 10 | 10         | «Environmental Science» «Екологія»                                  | Сет Гордон              | Зак Паес                     | 19 листопада 2009  | 11 січня 2018                  | 108 | 4.86    |
| Коли Ченґ стає злішим ніж звичайно, Джеф допомагає йому повернути його дружину. Абед шукає щура, якого він і Трой загубили на уроці біології. Пірс вчить Ширлі говорити на публіці. |            |                                                                     |                         |                              |                    |                                |     |         |
| 11 | 11         | «The Politics of Human Sexuality» «Політика людської сексуальності» | Ентоні Руссо            | Гіларі Вінстон               | 3 грудня 2009      | 12 січня 2018                  | 110 | 5.42    |
| Декан Пелтон з допомогою Енні влаштовуює вечірку на тему інформації про ХПСШ. Джеф хоче довести Пірсу, що може привабити жінку і привести її на вечірку. Трой хоче показати Абеду, що він кращий спортсмен за нього. |            |                                                                     |                         |                              |                    |                                |     |         |
| 12 | 12         | «Comparative Religion» «Порівняльна релігія»                        | Адам Девідсон           | Ліз Каковський               | 10 грудня 2009     | 12 січня 2018                  | 111 | 5.51    |
| Ширлі хоче влаштувати різдвяну вечірку в бібліотеці, але дізнається, що вона єдина християнка в групі (Енні — юдейка, Абед — мусульманин, Трой — свідок Єгови, Брітта — атеїстка, Джеф — агностик, а Пірс — сектант, який вважає себе буддистом) . Вона також ображається на Джефа за те, що він планує бійку з качком Майком, який образив Абеда. |            |                                                                     |                         |                              |                    |                                |     |         |
| 13 | 13         | «Investigative Journalism» «Слідча журналістика»                    | Джо Руссо               | Джон Поллак, Тім Гоберт      | 14 січня 2010      | 15 січня 2018                  | 113 | 5.42    |
| У новому семестрі Джеф хоче змінити своє бачення життя і навчання в Ґріндейлі. Декан Пелтон дає йому місце головного редактора шкільної газети. Джеф дає Енні завдання знайти нову історію для газети, але те, що вона знаходить, може коштувати декану його кар'єри. В групі з'являється восьмий студент, якого всі хочуть позбутися. |            |                                                                     |                         |                              |                    |                                |     |         |
| 14 | 14         | «Interpretive Dance» «Інтерпретаційний танець»                      | Джастін Лін             | Лорен Померанц               | 21 січня 2010      | 15 січня 2018                  | 112 | 4.73    |
| Трой і Брітта соромляться того, що вони відвідують уроки танцю, але коли їх викладачка призначає дату виступу Брітти, їм доводиться розповісти про все групі. Джеф починає зустрічатися з Мішель Слейтер. |            |                                                                     |                         |                              |                    |                                |     |         |
| 15 | 15         | «Romantic Expressionism» «Романтичний експресіонізм»                | Джо Руссо               | Ендрю Гуест                  | 4 лютого 2010      | 16 січня 2018                  | 115 | 5.23    |
| Коли Енні починає зустрічатись з Воном, Джеф і Брітта намагаються розлучити їх за допомогою Троя. Абед влаштовує у себе прегляди поганих фільмів, на яких Пірс марно намагається жартувати. |            |                                                                     |                         |                              |                    |                                |     |         |
| 16 | 16         | «Communication Studies» «Комунікаційні навички»                     | Адам Девідсон           | Кріс Маккенна                | 11 лютого 2010     | 16 січня 2018                  | 116 | 5.15    |
| День святого Валентина. Брітті стає незручно поряд з Джефом після того, як вона подзвонила йому сильно напідпитку, і Абед радить йому теж напитися і подзвонити їй. Енні і Ширлі мстяться Ченґу коли той глузує над Троєм і Пірсом через те, що ніхто не прислав їм валентинку. |            |                                                                     |                         |                              |                    |                                |     |         |
| 17 | 17         | «Physical Education» «Фізкультура»                                  | Ентоні Руссо            | Джессі Міллер                | 4 березня 2010     | 17 січня 2018                  | 118 | 5.06    |
| На уроці більярду Джеф свариться с фізруком через обов'язкову спортивну форму. Група намагається переконати Абеда познайомитися з дівчиною. |            |                                                                     |                         |                              |                    |                                |     |         |
| 18 | 18         | «Basic Genealogy» «Основи генеалогії»                               | Кен Віттінгем           | Кейрі Дорнетто               | 11 березня 2010    | 17 січня 2018                  | 117 | 4.70    |
| В Ґріндейлі день сім'ї. Джеф, якого нещодавно залишила Слейтер, знайомиться з падчіркою Пірса Ембер, якій від Пірса потрібні тільки гроші. Брітта хоче довести Трою що поважає його бабусю, а Ширлі свариться з батьком Абеда. |            |                                                                     |                         |                              |                    |                                |     |         |
| 19 | 19         | «Beginner Pottery» «Гончарство для початківців»                     | Ентоні Руссо            | Гіларі Вінстон               | 18 березня 2010    | 18 січня 2018                  | 114 | 5.21    |
| Джеф, Енні і Абед записуються на уроки гончарства, на якому дуже талановитий одногрупник Річ не дає Джефу спокою. Ширлі, Брітта, Трой і Пірс починають уроки мореплавства, на якому Пірс «тоне» і решті екіпажу доводиться його рятувати. |            |                                                                     |                         |                              |                    |                                |     |         |
| 20 | 20         | «The Science of Illusion» «Наука про ілюзію»                        | Адам Девідсон           | Зак Паес                     | 25 березня 2010    | 18 січня 2018                  | 122 | 5.07    |
| Скоро перше квітня. Ширлі і Енні стають тимчасовими охоронцями-волонтерами. Брітта проникає у шкільну лабораторію в пошуках жаби, щоб розіграти Ченґа, але випадково викидає на вулицю людський труп і звинувачує у всьому Джефа. |            |                                                                     |                         |                              |                    |                                |     |         |
| 21 | 21         | «Contemporary American Poultry» «Сучасний американський птах»       | Трістрам Шапіро         | Емілі Катлер, Кейрі Дорнетто | 22 квітня 2010     | 19 січня 2018                  | 123 | 3.67    |
| Група стає найважливішими людьми в Ґріндейлі коли вони беруть під свій контроль готування і розповсюдження курячих пальчиків — єдиної смачної їжі в їдальні. Абед займає місце лідера в групі, а Джеф намагається повернути собі контроль. |            |                                                                     |                         |                              |                    |                                |     |         |
| 22 | 22         | «The Art of Discourse» «Ораторське мистецтво»                       | Адам Девідсон           | Кріс Маккенна                | 29 квітня 2010     | 19 січня 2018                  | 124 | 4.36    |
| Пірс ображає Ширлі і вона залишає групу, а потім з групи йде і він сам. Трой допомагає Абеду прожити всі кліше студентського життя. Троє школярів глузують з Джефа і Брітти. |            |                                                                     |                         |                              |                    |                                |     |         |
| 23 | 23         | «Modern Warfare» «Сучасна війна»                                    | Джастін Лін             | Емілі Катлер                 | 6 травня 2010      | 22 січня 2018                  | 119 | 4.35    |
| Декан Пелтон влаштовує гру в пейнтбол, яка виходить з-під його контролю. |            |                                                                     |                         |                              |                    |                                |     |         |
| 24 | 24         | «English as a Second Language» «Англійська як друга мова»           | Гейл Манкузо            | Тім Гоберт                   | 13 травня 2010     | 22 січня 2018                  | 120 | 4.49    |
| Перед фінальним екзаменом Ченґ зізнається Джефу, що він несправжній викладач. Коли його незабаром звільняють, на його місце приходить справжня викладачка, яка готує студентам серйозний екзамен, до якого вони зовсім не готові. Сантехнік Джеррі помічає у Троя талант до лагодження фонтанів і вмивальників і намагається переконати його залишити коледж і стати сантехніком. |            |                                                                     |                         |                              |                    |                                |     |         |
| 25 | 25         | «Pascal's Triangle Revisited» «Повторення трикутника Паскаля»       | Джо Руссо               | Гіларі Вінстон               | 20 травня 2010     | 23 січня 2018                  | 121 | 4.41    |
| Декан Пелтон влаштовує випускний бал. Брітта і Слейтер змагаються за увагу Джефа. Енні збирається залишити Ґріндейл разом з Воном. Трой не розуміє, чому Абед відмовляється жити з ним. Ченґ стає студентом і ображається на Дункана, коли той глузує з нього. |            |                                                                     |                         |                              |                    |                                |     |         |

### Сезон 2 (2010-11)
| № п/п | № в сезоні | Назва                                                                                        | Режисер          | Сценарист                     | Оригінальний показ | Оригінальний показ українською | Код | Рейтинг |
| --- | ---------- | -------------------------------------------------------------------------------------------- | ---------------- | ----------------------------- | ------------------ | ------------------------------ | --- | ------- |
| 26 | 1          | «Anthropology 101» «Антропологія 101»                                                        | Джо Руссо        | Кріс Маккенна                 | 23 вересня 2010    | -                              | 201 | 5.01    |
| Група починає вчити антропологію с неврівноваженою викладачкою Джун Бауер. Після свого публічного зізнання в коханні, Брітта несподіванно отримує підтримку всіх жінок на кампусі, тому Джефу доводиться рятувати свою репутацію. Ченґ, який сам став студентом, хоче приєднатися до групи. |            |                                                                                              |                  |                               |                    |                                |     |         |
| 27 | 2          | «Accounting for Lawyers» «Бухгалтерська справа для адвокатів»                                | Джо Руссо        | Емілі Катлер                  | 30 вересня 2010    | -                              | 203 | 4.53    |
| Колишній колега Джефа Алан Коннор запрошує його на корпоратив, куди приходять і інші. Енні, Трой і Абед шукають докази того, что Джефа викрили і звільнили через Алана. Тим часом, в Ґріндейлі командний конкурс танців, на якому Ченґ, очікуючи на повернення групи, змагається самотужки. |            |                                                                                              |                  |                               |                    |                                |     |         |
| 28 | 3          | «The Psychology of Letting Go» «Психологія позбуття»                                         | Ентоні Руссо     | Гіларі Вінстон                | 7 жовтня 2010      | -                              | 202 | 4.20    |
| Мати Пірса вмирає, але Пірс через свої релігійні переконання не вірить що вона дійсно вмерла. Брітта і Енні збирають кошти на благодійність. Місце професора Бауер займає професор Ян Дункан, який вирішує зіпсувати Ченґу життя. |            |                                                                                              |                  |                               |                    |                                |     |         |
| 29 | 4          | «Basic Rocket Science» «Основи ракетобудівництва»                                            | Ентоні Руссо     | Енді Бобров                   | 14 жовтня 2010     | -                              | 204 | 4.81    |
| Коли декан Пелтон дізнається, що Міський Коледж готує симулятор космічного польоту, він починає готувати запуск свого симулятору у старому фургоні, який згодом відбуксовують у невідомому напрямку з Джефом, Бріттою, Ширлі, Енні, Троєм і Пірсом на борту. |            |                                                                                              |                  |                               |                    |                                |     |         |
| 30 | 5          | «Messianic Myths and Ancient Peoples» «Месіанські міфи і стародавні народи»                  | Трістрам Шапіро  | Ендрю Гуест                   | 21 жовтня 2010     | -                              | 205 | 4.46    |
| Ширлі просить Абеда зняти християнське відео для YouTube, але той захоплюється проектом і майже вважає себе Ісусом. Пірс починає водитися з поганою компанією. |            |                                                                                              |                  |                               |                    |                                |     |         |
| 31 | 6          | «Epidemiology» «Епідеміологія»                                                               | Ентоні Хемінгуей | Кейрі Дорнетто                | 28 жовтня 2010     | -                              | 206 | 5.64    |
| В бібліотеці вечірка на Хелловін, на якій через неякісне м'ясо починаються події на кшалт зомбі-апокаліпсісу. |            |                                                                                              |                  |                               |                    |                                |     |         |
| 32 | 7          | «Aerodynamics of Gender» «Аеродинаміка статі»                                                | Трістрам Шапіро  | Адам Каунті                   | 4 листопада 2010   | -                              | 207 | 4.61    |
| Джеф і Трой знаходять поряд з кампусом нелегальний батут, на якому починають проводити багато часу, через що Пірс починає шпигувати за ними. Під впливом Брітти, Енні і Ширлі, Абед ображає всіх жінок на кампусі. |            |                                                                                              |                  |                               |                    |                                |     |         |
| 33 | 8          | «Cooperative Calligraphy» «Кооперативна каліграфія»                                          | Джо Руссо        | Меган Ґанз                    | 11 листопада 2010  | -                              | 208 | 4.53    |
| Енні губить ручку і забороняє будь-кому виходити з кабінету поки її не знайдуть. |            |                                                                                              |                  |                               |                    |                                |     |         |
| 34 | 9          | «Conspiracy Theories and Interior Design» «Теорія змови і дизайн інтер'єру»                  | Адам Девідсон    | Кріс Маккенна                 | 18 листопада 2010  | -                              | 210 | 4.41    |
| Декан Пелтон звинувачує Джефа в тому, що він вигадав предмет, але і предмет і викладач виявляються справжніми… незважаючи на те, что Джеф і справді все вигадав. Джеф і Енні приходять до коледжу вночі чтобі дізнатись хто цей таємничий професор. В ту саму ніч, Трой і Абед будують величезну фортецю з ковдр.                                                                                 |            |                                                                                              |                  |                               |                    |                                |     |         |
| 35 | 10         | «Mixology Certification» «Сертифікація міксології»                                           | Джей Чандрасекар | Енді Бобров                   | 2 грудня 2010      | -                              | 210 | 4.55    |
| Коли група дізнається, що Трою через кілька годин буде 21 рік, всі вирушають до бару, де Джеф і Брітта постійно сваряться, Енні видає з себе іншу людину, Ширлі приховує своє минуле, а Абед розмовляє с зацікавленим в ньому геєм. |            |                                                                                              |                  |                               |                    |                                |     |         |
| 36 | 11         | «Abed's Uncontrollable Christmas» «Неконтрольоване Різдво Абеда»                             | Дюк Джонсон      | Діно Стаматопулос, Ден Гармон | 9 грудня 2010      | -                              | 222 | 4.29    |
| Останній навчальний день перед Різдвом. Абед починає бачити реальність як пластиліновий мультфільм, що хвилює групу. Група і професор Дункан допомагають Абеду зрозуміти що сталося, разом вигадуючи пригоду в зимній країні чудес. |            |                                                                                              |                  |                               |                    |                                |     |         |
| 37 | 12         | «Asian Population Studies» «Дослідження азіатського населення»                               | Ентоні Руссо     | Емілі Катлер                  | 20 січня 2011      | -                              | 211 | 4.73    |
| Починається новий семетр і у групи з'являються два нових кандидати — Ченґ і старий суперник Джефа Річ. Тим часом Ширлі повертається до свого чоловіка Андре і оголошує групі, що вона вагітна. Але дуже швидко з'являються підстави вважати, що Ширлі вагітна не від Андре, а від Ченґа. |            |                                                                                              |                  |                               |                    |                                |     |         |
| 38 | 13         | «Celebrity Pharmacology» «Фармакологія у зірок»                                              | Фред Госс        | Гіларі Вінстон                | 27 січня 2011      | -                              | 212 | 4.59    |
| Група ставить спектакль про наркотики для складних дітей. Джеф фліртує з кимось через SMS від імені Брітти, Ширлі уникає Ченґа, а Пірс намагається підкупити режисера Енні заради більшої ролі. |            |                                                                                              |                  |                               |                    |                                |     |         |
| 39 | 14         | «Advanced Dungeons & Dragons» «Продвинуті підземелля і дракони»                              | Джо Руссо        | Ендрю Гуест                   | 3 лютого 2011      | -                              | 214 | 4.37    |
| Підозрюючи, що його одногрупник по прізвиську «Гладкий Ніл» планує вкоротити собі віку, Джеф влаштовує гру в «Advanced Dungeons & Dragons» з майже усією групою і запрошує його. Пірс, якого не запросили, ображається і намагається зіпсувати їм гру. |            |                                                                                              |                  |                               |                    |                                |     |         |
| 40 | 15         | «Early 21st Century Romanticism» «Романтизм на початку 21 сторіччя»                          | Стівен Спранг    | Кейрі Дорнетто                | 10 лютого 2011     | -                              | 213 | 3.81    |
| День святого Валентина. Брітта здружується с лесбійкою. Трой і Абед зустрічаються з однією і тою ж жінкою. Джеф свариться зі всіма іншими, після чого Ченґ влаштовує у нього вдома вечірку. Пірс, який почав приймати знеболюючі після переломів обох ніг, підвищує дозу… |            |                                                                                              |                  |                               |                    |                                |     |         |
| 41 | 16         | «Intermediate Documentary Filmmaking» «Проміжне документальне кіно»                          | Джо Руссо        | Меган Ґанз                    | 17 лютого 2011     | -                              | 215 | 4.11    |
| Пірс лежить в лікарні. Коли його друзі завітують до нього, він робить їм дуже неоднозначні подарунки. Абед знімає документальний фільм про цей день. |            |                                                                                              |                  |                               |                    |                                |     |         |
| 42 | 17         | «Intro to Political Science» «Введення в політологію»                                        | Джей Чандрасекар | Адам Каунті                   | 24 лютого 2011     | -                              | 216 | 3.79    |
| До Ґріндейлу скоро завітає віце-президент Джо Байден. Щоб його прийняти, Ґріндейлу потрібен орган студентського самоврядування з президентом на чолі, тому Декан влаштовує голосування, на яке йдуть кандидатами Енні (як серйозний кандидат), Джеф (щоб довести Енні що вона не зможе перемогти) і Пірс (щоб не дати перемогти іншій однокурсниці). Тим часом, Абедом цікавляться спецслужбовці. |            |                                                                                              |                  |                               |                    |                                |     |         |
| 43 | 18         | «Custody Law and Eastern European Diplomacy» «Закон про опіку і дипломатія в східній Європі» | Ентоні Руссо     | Енді Бобров                   | 17 березня 2011    | -                              | 217 | 4.15    |
| Ширлі і Джеф шукають законний спосіб позбутися Ченґа. Брітта починає зустрічатися з новим другом Троя і Абеда, який виявляється воєнним злочинцем. |            |                                                                                              |                  |                               |                    |                                |     |         |
| 44 | 19         | «Critical Film Studies» «Критичне фільмознавство»                                            | Річард Айоаді    | Сона Панос                    | 24 березня 2011    | -                              | 218 | 4.46    |
| У Абеда день народження. Поки всі чекають на нього на вечірці на тему фільму «Кримінальне чтиво», він проводить час сам на сам з Джефом в ресторані. |            |                                                                                              |                  |                               |                    |                                |     |         |
| 45 | 20         | «Competitive Wine Tasting» «Змагання з дегустації вин»                                       | Джо Руссо        | Емілі Катлер                  | 14 квітня 2011     | -                              | 219 | 3.49    |
| Пірс починає зустрічатись з молодою азіаткою, що здається Джефу підозрілим. На уроці театру Трой вигадує собі травматичне минуле, в яке Брітта вірить. Абед йде на урок про серіал «Хто тут босс?», де доводить професору що на це риторичне питання існує об'єктивна відповідь. |            |                                                                                              |                  |                               |                    |                                |     |         |
| 46 | 21         | «Paradigms of Human Memory» «Парадігми людської пам'яті»                                     | Трістрам Шапіро  | Кріс Маккенна                 | 21 квітня 2011     | -                              | 220 | 3.17    |
| Роблячи свою останню діораму за рік, група бачить, що їх речі час від часу краде мавпа, яка раніше належала Трою. Поки Ченґ ганяється за мавпою, інші пригадують свої пригоди за весь рік. |            |                                                                                              |                  |                               |                    |                                |     |         |
| 47 | 22         | «Applied Anthropology and Culinary Arts» «Прикладна аптропологія і кулінарні мистецтва»      | Джей Чандрасекар | Кейрі Дорнетто                | 28 квітня 2011     | -                              | 221 | 3.35    |
| Дункан влаштовує своїм студентам штучний екзамен, на якому всі тільки п'ють, але коли на екзамен завітують декан Пелтон і журналіст, їм доводиться імпровізувати. Через невдало продуману організацію, кулінарний фестиваль в Ґріндейлі переходить в бунт і утворює затори, і як раз в цей момент у Ширлі починаються пологи.                                                                     |            |                                                                                              |                  |                               |                    |                                |     |         |
| 48 | 23         | «A Fistful of Paintballs» «Жменя пейнтбольних куль»                                          | Джо Руссо        | Ендрю Гуест                   | 5 травня 2011      | -                              | 223 | 3.49    |
| Весь Ґріндейл знов поглинає гра в пейнтбол, цього часу на тему вестернів. Пірс, якого нещодавно майже виключили з групи, шукає помсти. Між тим на групу полює таємничий Чорний Вершник. |            |                                                                                              |                  |                               |                    |                                |     |         |
| 49 | 24         | «For a Few Paintballs More» «На декілька пейнтбольних куль більше»                           | Джо Руссо        | Гіларі Вінстон                | 12 травня 2011     | -                              | 224 | 3.32    |
| Гра в пейтбол ще триває. Коли студенти Ґріндейлу дізнаються, що проти них грає Міський Коледж і що декан Спрек хоче таким чином змусити студентів знищити свій кампус, всі об'єднуються проти загального ворога. |            |                                                                                              |                  |                               |                    |                                |     |         |

### Сезон 3 (2011-12)
| № п/п | № в сезоні | Назва                                                                             | Режисер          | Сценарист                     | Оригінальний показ | Оригінальний показ українською | Код | Рейтинг |
| --- | ---------- | --------------------------------------------------------------------------------- | ---------------- | ----------------------------- | ------------------ | ------------------------------ | --- | ------- |
| 50 | 1          | «Biology 101» «Біологія 101»                                                      | Ентоні Руссо     | Ніл Голдман і Гарретт Донован | 22 вересня 2011    | -                              | 301 | 3.93    |
| Вся група, крім Пірса, починає курс біології, але коли професор Кейн виганяє Джефа, Пірс приходить на його місце. Декан Пелтон хоче бути суворішим і більш професійним в цьому році, але кофлікт з віце-деканом Робертом Лейборном позбавляє його більшості бюджету. |            |                                                                                   |                  |                               |                    |                                |     |         |
| 51 | 2          | «Geography of Global Conflict» «Географія глобального конфлікту»                  | Джо Руссо        | Енді Бобров                   | 29 вересня 2011    | -                              | 302 | 3.98    |
| В Енні з'являється супротивниця — одногрупниця Енні Кім, яка краде її ідею влаштувати в Ґріндейлі модель ООН. Коли обидві Енні роблять свої моделі ООН, їх викладач політології влаштовує між ними конкурс. Тим часом Брітта, яка сумує за своїм бунтівним минулим, і розчарований в своїй новій роботі охоронцем Ченґ знаходять одне одного. |            |                                                                                   |                  |                               |                    |                                |     |         |
| 52 | 3          | «Remedial Chaos Theory» «Лікувальна теорія хаосу»                                 | Джеф Мельман     | Кріс Маккенна                 | 13 жовтня 2011     | -                              | 303 | 3.78    |
| Група святкує новосілля Троя і Абеда. Коли через несправний домофон одному з них доводиться спуститися за піцою, Джеф кидає кубик, створюючи шість паралельних реальностей… |            |                                                                                   |                  |                               |                    |                                |     |         |
| 53 | 4          | «Competitive Ecology» «Змагальна екологія»                                        | Ентоні Руссо     | Меґґі Бандур                  | 6 жовтня 2011      | -                              | 304 | 3.35    |
| Професор Кейн дає студентам завдання по парах. Вся група починає сваритися щодо того, хто буде працювати з ким і хто з них буде працювати с Тоддом Джекобсоном, незнайомим студентом, який нікому з них не подобається. Ченґ уявляє себе детективом. |            |                                                                                   |                  |                               |                    |                                |     |         |
| 54 | 5          | «Horror Fiction in Seven Spooky Steps» «Фантастика жахів у сім моторошних кроків» | Трістрам Шапіро  | Ден Гармон                    | 27 жовтня 2011     | -                              | 305 | 3.42    |
| Психологічні тести, які Брітта попросила своїх друзів пройти, показали що один з них — небезпечний соціопат. Брітта зве всіх до бібліотеки і спонукає їх розповісти одне одному страшні історії, щоб таким чином виявити соціопата. |            |                                                                                   |                  |                               |                    |                                |     |         |
| 55 | 6          | «Advanced Gay» «Передова гомосексуальність»                                       | Джо Руссо        | Метт Мюррей                   | 3 листопада 2011   | -                              | 306 | 3.84    |
| Коли Пірс дізнається, що вологі серветки Готорн користуються великою популярністю у геєв, він створює новий продукт для них і публічно виражає свою підтримку ЛГБТ-спільноті, але до Ґріндейлу завітує його старомодний і суворий батько Корнеліус, який змушує його передумати. Віце-декан Лейборн викрадає Троя і намагається умовити його пройти курс ремонту кондиціонерів в елітній частині Ґріндейлського коледжу.                                     |            |                                                                                   |                  |                               |                    |                                |     |         |
| 56 | 7          | «Studies in Modern Movement» «Досліди у сучасних переїздах»                       | Трістрам Шапіро  | Адам Каунті                   | 10 листопада 2011  | -                              | 307 | 3.49    |
| Всі, крім Джефа, допомагають Енні переїхати до Троя і Абеда. Енні боїться, що Трой і Абед можуть почати діяти їй на нерви, Брітта і Ширлі підвозять дивного религійного фанатика, а Пірс майже вмирає, намагаючись перефарбувати стіни в старій квартирі Енні токсичною фарбою. Тим часом, декан Пелтон зустрічає Джефа у торгівельному центрі і змушує його провести день разом.                                                                            |            |                                                                                   |                  |                               |                    |                                |     |         |
| 57 | 8          | «Documentary Filmmaking: Redux» «Документальне кіно: повторення»                  | Джо Руссо        | Меган Ґанз                    | 17 листопада 2011  | -                              | 308 | 3.62    |
| Декан Пелтон хоче зняти нову рекламу для Ґріндейла. Впевнений, що декан збожеволіє під час зйомок, Абед робить про них документальний фільм. |            |                                                                                   |                  |                               |                    |                                |     |         |
| 58 | 9          | «Foosball and Nocturnal Vigilantism» «Настільний футбол і нічний вігілантизм»     | Ентоні Руссо     | Кріс Кула                     | 1 грудня 2011      | -                              | 309 | 3.74    |
| Енні випадково ламає диск з фільмом «Темний лицар», який Абед хотів подивитись, і інсценує пограбування. Джеф і Ширлі змагаються з трьома німецькими студентами в настільний футбол і раптово усвідомлюють, що вони знайомі з дитинства. |            |                                                                                   |                  |                               |                    |                                |     |         |
| 59 | 10         | «Regional Holiday Music» «Регіональна святкова музика»                            | Трістрам Шапіро  | Стів Базілоун, Енні Мебейн    | 8 грудня 2011      | -                              | 311 | 3.60    |
| Після того, як весь шкільний хор впадає в депресію, їхній керівник Корі Редісон маніпулює Абеда, щоб той змусив групу співати на різдвяному спектаклі замість них. |            |                                                                                   |                  |                               |                    |                                |     |         |
| 60 | 11         | «Contemporary Impressionists» «Сучасні імпрессіоністи»                            | Кайл Нюачек      | Алекс Кулі                    | 22 березня 2012    | -                              | 310 | 3.87    |
| Агентство, через яке Абед наймав двійників зірок, щоб відтворювати разом з ними різні сцени з фільмів, наймає всю групу щоб погасити його борг. Джеф змінив психотерапевта і почав прийняти нові медикаменти, що зробило його нарцисом. Ченґ знайомиться з двійником декана Пелтона і збирає собі армію з дітей… |            |                                                                                   |                  |                               |                    |                                |     |         |
| 61 | 12         | «Urban Matrimony and the Sandwich Arts» «Міський шлюб і мистецтво бутербродів»    | Кайл Нюачек      | Вера Сантамарія               | 15 березня 2012    | -                              | 312 | 4.75    |
| Андре вдруге робить Ширлі пропозицію в той час, коли вона з допомогою Пірса намагається відкрити сендвіч-бар в їдальні Ґріндейла. Джеф готує промову, Брітта марно намагається переконати Енні, що не вірить в шлюб, а Трой і Абед поводяться як нормальні люди. |            |                                                                                   |                  |                               |                    |                                |     |         |
| 62 | 13         | «Digital Exploration of Interior Design» «Ручне дослідження дизайну інтер'єру»    | Ден Екман        | Кріс Маккенна                 | 29 березня 2012    | -                              | 313 | 3.48    |
| Замість сендвіч-бара Ширлі в Ґріндейлі відкривається «Subway» і, щоб мати на це право, фірма посилає до Ґріндейлу студента на ім'я Сабвей, який закохується в Брітту. Тим часом, Трой і Абед хочуть побудувати велику фортецю з подушок, але все міняє декан Пелтон, який кличе представника Книги Рекордів Гіннеса до Ґріндейла і переконує Троя побудувати фортецю з ковдр, яку побудувати буде легше. Віце-декан Лейборн теж хоче розлучити Троя і Абеда. |            |                                                                                   |                  |                               |                    |                                |     |         |
| 63 | 14         | «Pillows and Blankets» «Подушки і ковдри»                                         | Трістрам Шапіро  | Енді Бобров                   | 5 квітня 2012      | -                              | 314 | 3.00    |
| Хроніка війни між фортецею з подушок Абеда і фортецею з ковдр Троя в стилі документальних фільмів Кена Бернса. |            |                                                                                   |                  |                               |                    |                                |     |         |
| 64 | 15         | «Origins of Vampire Mythology» «Походження міфології вампірів»                    | Стівен Цушида    | Ден Гармон                    | 12 квітня 2012     | -                              | 315 | 3.09    |
| До кампусу Ґріндейла приїздить ярмарок і Брітта боїться зустріти на ньому свого колишнього на ім'я Блейд. Трой, Абед і Енні замикають її в себе вдома. Віце-декан Лейборн змушує декана Пелтона провести вечір з Троєм і переконати його записатися на ремонт кондиціонерів. Джеф і Ширлі знаходять Блейда і Джеф намагається зрозуміти що саме робить його привабливим, а Пірс намагається дружити з Ченґом.                                                |            |                                                                                   |                  |                               |                    |                                |     |         |
| 65 | 16         | «Virtual Systems Analysis» «Віртуальний системний аналіз»                         | Трістрам Шапіро  | Метт Мюррей                   | 19 квітня 2012     | -                              | 316 | 2.77    |
| Поки Трой і Брітта обідають разом, Енні і Абед проводять час в ігровій кімнаті Троя і Абеда, і їх гра стає дуже серйозною коли Енні випадково «ламає» Абеда і він починає грати ролі всіх членів групи, крім самого себе. |            |                                                                                   |                  |                               |                    |                                |     |         |
| 66 | 17         | «Basic Lupine Urology» «Основи урології у вовчих»                                 | Роб Шраб         | Меган Ґанз                    | 26 квітня 2012     | -                              | 317 | 3.21    |
| Хтось зіпсував лабораторну роботу групи по біології. Пошуки винуватого дуже швидко становляться схожими на поліцейське розслідування. |            |                                                                                   |                  |                               |                    |                                |     |         |
| 67 | 18         | «Course Listing Unavailable» «Розклад курсів недоступний»                         | Трістрам Шапіро  | Тім Саккардо                  | 3 травня 2012      | -                              | 318 | 3.20    |
| Професор Кейн залишає Ґріндейл після смерті студента Алекса «Зіркуватого» Осборна. Коли група дізнається, що їм доведеться вчитись влітку, церемонія пам'яті Зіркуватого перетворюється на бунт, який дитячій армії Ченга вдається опанувати. Тим часом, декан Пелтон зникає і на його місце приходить вірній Ченґу двійник. Групу відраховують. |            |                                                                                   |                  |                               |                    |                                |     |         |
| 68 | 19         | «Curriculum Unavailable» «Навчальна программа недоступна»                         | Адам Девідсон    | Адам Каунті                   | 10 травня 2012     | -                              | 319 | 2.99    |
| Два місяця потому, Абед все ще впевнений, що в Ґріндейлі сидить несправжній декан. Поліціянт, який приводить його додому, пояснює групі, що Ґріндейл не буде подавати на нього в суд якщо він відвідає психіатра. Але психіатр виявляється підставним… |            |                                                                                   |                  |                               |                    |                                |     |         |
| 69 | 20         | «Digital Estate Planning» «Цифрове планування спадщини»                           | Адам Девідсон    | Метт Варбертон                | 17 травня 2012     | -                              | 322 | 2.97    |
| Група допомагає Пірсу отримати свій спадок, граючи у відеогру. |            |                                                                                   |                  |                               |                    |                                |     |         |
| 70 | 21         | «The First Chang Dynasty» «Перша династія Ченґ»                                   | Джей Чандрасекар | Метт Фасфелд, Алекс Катбертон | 17 травня 2012     | -                              | 320 | 2.61    |
| Група розробляє і здійснює план по звільненню Ґріндейла і справжнього декана Пелтона від диктатора Ченґа. |            |                                                                                   |                  |                               |                    |                                |     |         |
| 71 | 22         | «Introduction to Finality» «Знайомство з завершенням»                             | Трістрам Шапіро  | Стів Базілоун, Енні Мебейн    | 17 травня 2012     | -                              | 321 | 2.48    |
| Поки Джеф готується до екзаменів з біології, Ширлі просить його допомогти їй з правами на сендвіч-бар, який вона відкрила з Пірсом. Починається суд, на якому проти Джефа виступає його колишній колега Алан Коннор. У школі ремонту кондиціонерів віце-декан Лейборн поясняє Трою, що він — легендарний месія. Без Троя, Абед сходить з глузду і в нього «всіляється» злий Абед з паралельного світу.                                                       |            |                                                                                   |                  |                               |                    |                                |     |         |

### Сезон 4 (2013)
| № п/п | № в сезоні | Назва                                                                                       | Режисер               | Сценарист                                | Оригінальний показ | Оригінальний показ українською | Код | Рейтинг |
| --- | ---------- | ------------------------------------------------------------------------------------------- | --------------------- | ---------------------------------------- | ------------------ | ------------------------------ | --- | ------- |
| 72 | 1          | «History 101» «Історія 101»                                                                 | Трістрам Шапіро       | Енді Бобров                              | 7 лютого 2013      | -                              | 401 | 3.88    |
| Починається останній рік групи в Ґріндейлі, через що Абед дуже переймається. Під впливом Брітти, він все більше і більше уходить в себе. Трой і Брітта починають зустрічатись. Щоб поділити місця на курс «Історія морозива», декан Пелтон влаштовує конкурс в стилі «Голодних ігор». |            |                                                                                             |                       |                                          |                    |                                |     |         |
| 73 | 2          | «Paranormal Parentage» «Паранормальне походження»                                           | Трістрам Шапіро       | Меган Ґанз                               | 14 лютого 2013     | -                              | 403 | 2.76    |
| Група збирається на вечірку на Хелловін, коли їм дзвонить Пірс, який застряг в безпечній кімнаті свого маєтку. Він просить групу знайти його щоденник з кодами від замку. Поки вони обшукують маєток, Абед знаходить секретну кімнату з якої бачить всіх на камерах, Брітта і Джеф розмовляють про його проблеми з батьком, а Ширлі і Трой розмовляють про його нові стосунки з Бріттою. І дуже скоро виявляється, що вони в маєтку не самі… |            |                                                                                             |                       |                                          |                    |                                |     |         |
| 74 | 3          | «Conventions of Space and Time» «Конвенції простору і часу»                                 | Майкл Патрік Дженн    | Меґґі Бандур                             | 21 лютого 2013     | -                              | 404 | 3.08    |
| Вся група опиняється на фан-конвенції серіалу «Інспектор Простір-час». Абед зустрічає друга, з яким познайомився через інтернет і який намагається розділити його і Троя. Джеф користується своєю схожістю з актором з серіалу, щоб привабити красиву фанатку, Енні поводить себе як дружина Джефа, а Пірса і Ширлі запрошують до фокус-групи для американської адаптації серіалу.                                                           |            |                                                                                             |                       |                                          |                    |                                |     |         |
| 75 | 4          | «Alternative History of the German Invasion» «Альтернативна історія німецького вторгнення»  | Стівен Цушида         | Бен Уекслер                              | 28 лютого 2013     | -                              | 402 | 2.83    |
| Група починає справжні уроки історії, на який приходять німецькі студенти, з якими вже знайомі Джеф і Ширлі. Коли німці починають займатися в кабінеті, де зазвичай вчиться група головних героїв, вони починають шукати спосіб повернути його собі. Ченґ, з амнезією і під ім'ям «Кевін», повертається до Ґріндейлу. |            |                                                                                             |                       |                                          |                    |                                |     |         |
| 76 | 5          | «Cooperative Escapism in Familial Relations» «Кооперативний ескапізм у сімейних відносинах» | Трістрам Шапіро       | Стів Базілоун, Енні Мебейн               | 7 березня 2013     | -                              | 405 | 3.29    |
| В день подяки Ширлі запрошує до себе Енні, Троя, Абеда і Пірса, які весь вечір ховаються в гаражі і намагаються втекти. З підтримкою Брітти, Джеф вперше їде до свого батька. |            |                                                                                             |                       |                                          |                    |                                |     |         |
| 77 | 6          | «Advanced Documentary Filmmaking» «Передове документальне кіно»                             | Джей Чандрасекар      | Гантер Ковінгтон                         | 14 березня 2013    | -                              | 408 | 2.58    |
| Заради гранту від інституту нейрології, Абед знімає документальний фільм про амнезію Ченґа/Кевіна. Джеф намагається довести, що його амнезія не справжня. |            |                                                                                             |                       |                                          |                    |                                |     |         |
| 78 | 7          | «Economics of Marine Biology» «Економіка морської біології»                                 | Тріша Брок            | Тім Саккардо                             | 21 березня 2013    | -                              | 406 | 2.95    |
| До Ґріндейлу збирається вступити так званий «кит»: дуже багатий і дуже дурний студент Арчі ДеКост. Готовий на все щоб заманити його, декан Пелтон влаштовує для нього вечірку за допомогою Енні і Брітти. Джеф тим часом відволікає попереднього ґріндейлського «кита» Пірса, а Абед створює братство. Трой і Ширлі йдуть на курси навчання фізкультурі.                                                                                     |            |                                                                                             |                       |                                          |                    |                                |     |         |
| 79 | 8          | «Herstory of Dance» «Жіноча історія танцю»                                                  | Трістрам Шапіро       | Джек Кукода                              | 4 квітня 2013      | -                              | 407 | 2.32    |
| Як протест проти танцю Седі Хоукінс (на якому жінки запрошують чоловіків), Брітта влаштовує свій танець на честь співачки Софі Хокінс, переплутавши її з феміністкою Сьюзен Ентоні. Навіть коли їй вказують на помилку, Брітта відмовляється в ній зізнатись. Енні і Ширлі пропонують звести Абеда з дівчатами і Абед погоджується на обидві пропозиції одночасно.                                                                           |            |                                                                                             |                       |                                          |                    |                                |     |         |
| 80 | 9          | «Intro to Felt Surrogacy» «Знайомство з фетровими сурогатами»                               | Трістрам Шапіро       | Джин Хонг                                | 11 квітня 2013     | -                              | 413 | 2.84    |
| Коли декан Пелтон знаходить групу в пригніченому стані і без Пірса, він роздає їм маріонетки, за допомогою яких їм буде легше розповісти що з ними сталось. Група розповідає про подорож на повітряній кулі, яка закінчилась дуже незручною розмовою. |            |                                                                                             |                       |                                          |                    |                                |     |         |
| 81 | 10         | «Intro to Knots» «Знайомство з вузлами»                                                     | Трістрам Шапіро       | Енді Бобров                              | 18 квітня 2013     | -                              | 409 | 3.13    |
| Вся група, крім Пірса, і Ченґ/Кевін святкують Різдво у Джефа. Енні запросила на вечірку викладача історії професора Корнволіса, який не залічив їм семестр, щоб вплинути на нього, але Ченґ/Кевін все псує. |            |                                                                                             |                       |                                          |                    |                                |     |         |
| 82 | 11         | «Basic Human Anatomy» «Основи людської анатомії»                                            | Бет Маккарті-Міллер   | Джим Реш                                 | 25 квітня 2013     | -                              | 410 | 2.33    |
| Енні і Ширлі змагаються за звання кращого студенту, але несподівано дізнаються про те, что в них є конкурент — старий студент Леонард. Трой і Брітта забувають про свою першу річницю. Трой і Абед вдають, що помінялись тілами. |            |                                                                                             |                       |                                          |                    |                                |     |         |
| 83 | 12         | «Heroic Origins» «Походження героїв»                                                        | Віктор Неллі-молодший | Стів Базілоун, Енні Мебейн, Меґґі Бандур | 2 травня 2013      | -                              | 412 | 2.67    |
| Поки вся група, крім Пірса, готується до фінального екзамену з історії, Абед складає історію групи і як вони впливали одне на одного до їхнього знайомства майже чотири роки тому. |            |                                                                                             |                       |                                          |                    |                                |     |         |
| 84 | 13         | «Advanced Introduction to Finality» «Подальше знайомство з завершенням»                     | Трістрам Шапіро       | Меган Ґанз                               | 9 травня 2013      | -                              | 411 | 3.08    |
| Джеф закінчив своє навчання в Ґріндейлі і готується повернутись на роботу. Поки він піддається сумнівам щодо свого майбутнього, в Ґріндейлі з'являється зла група з паралельного всесвіту. |            |                                                                                             |                       |                                          |                    |                                |     |         |

### Сезон 5 (2014)
| № п/п | № в сезоні | Назва | Режисер          | Сценарист                 | Оригінальний показ | Оригінальний показ українською | Код | Рейтинг |
| --- | ---------- | --- | ---------------- | ------------------------- | ------------------ | ------------------------------ | --- | ------- |
| 85 | 1          | «Repilot» «Другий пілот»                                                                                        | Трістрам Шапіро  | Ден Гармон, Кріс Маккенна | 2 січня 2014       | -                              | 501 | 3.49    |
| Пройшов рік. Фірма Джефа збанкрутувала. Алан Коннор пропонує йому роботу — допомогти з його клієнтом, архітектором моста, що нещодавно обвалився, і який хоче подати в суд на Ґріндейл за те, що вони дали йому диплом інженера. Заради шансу отримати всю необхідну йому інформацію, Джеф бреше декану Пелтону, що прийшов створити комітет по рятуванню Ґріндейла і допомогти їм. Пелтон дзвонить Абеду, а той кличе до неіснуючого комітету Брітту, Енні, Троя і Ширлі. |            | |                  |                           |                    |                                |     |         |
| 86 | 2          | «Introduction to Teaching» «Знайомство з викладанням»                                                           | Джей Чандрасекар | Енді Бобров               | 2 січня 2014       | -                              | 502 | 3.49    |
| Джеф починає свою кар'єру викладача правознавства за допомогою свого сусіда по офісу, професора кримінології Базза Гікі, але йому важко звикнути до свого нового статусу. Його стиль викладання не подобається Енні і вона починає влаштовувати екзамени йому. Тим часом, Абед починає курс «Ніколас Кейдж — добрий чи поганий актор?». |            | |                  |                           |                    |                                |     |         |
| 87 | 3          | «Basic Intergluteal Numismatics» «Основи міжсідничної нумізматики»                                              | Трістрам Шапіро  | Ерік Соммерс              | 9 січня 2014       | -                              | 505 | 3.58    |
| До Ґріндейлу повертається професор Ян Дункан. Коледж тероризує «Дупний бандит» — жартівник, який кидає людям монети поміж сідниць коли вони нагинаються. Декан Пелтон, Гікі, Енні і Джеф полюють на бандита. Абед піклується про Троя, якому закинули монету. |            | |                  |                           |                    |                                |     |         |
| 88 | 4          | «Cooperative Polygraphy» «Кооперативний поліграф»                                                               | Трістрам Шапіро  | Алекс Рубенс              | 16 січня 2014      | -                              | 503 | 3.07    |
| Після смерті Пірса, його виконавець заповіту приїжджає до Ґріндейлу і змушує всю групу пройти загальний тест на поліграфі, під час якого викривається чимало незручних секретів. |            | |                  |                           |                    |                                |     |         |
| 89 | 5          | «Geothermal Escapism» «Геотермальний ескапізм»                                                                  | Джо Руссо        | Тім Саккардо              | 23 січня 2014      | -                              | 504 | 3.02    |
| В останній день Троя в Ґріндейлі, Абед влаштовує гру в «Гарячу лаву», під час якої Брітта марно намагається поговорити з ним. |            | |                  |                           |                    |                                |     |         |
| 90 | 6          | «Analysis of Cork-Based Networking» «Аналіз спілкування через корок»                                            | Трістрам Шапіро  | Моніка Педрік             | 30 січня 2014      | -                              | 506 | 3.01    |
| Без Троя, але з Дунканом, Гікі і Ченґом, комітет по рятуванню Ґріндейла починає свою роботу. Енні і Гікі проходять через низку угод, щоб повісити в їдальні нову дошку оголошень. Абед і Брітта починають одне з одним війну спойлерів. Джеф, Ширлі, Дункан і Ченґ готують чергову вечірку, але обирають дуже невдачну тему. |            | |                  |                           |                    |                                |     |         |
| 91 | 7          | «Bondage and Beta Male Sexuality» «Бондаж і сексуальність у бета-самців»                                        | Трістрам Шапіро  | Ден Ґутерман              | 27 лютого 2014     | -                              | 507 | 2.56    |
| Весь комітет, крім Абеда і Гікі, йде до театру. Брітта зустрічає старих друзів-анархістів. Через декілька дивних зустрічей і розмов, Ченґ починає втрачати зв'язок з реальністю. Дункан шукає момент для спроби звабити Брітту. Після того, як Абед ненавмисно руйнує комікси які малює Гікі, той приковує його наручниками до меблі і проводить з ним серйозну розмову.                                                                                                   |            | |                  |                           |                    |                                |     |         |
| 92 | 8          | «App Development and Condiments» «Розробка додатків і спеції»                                                   | Роб Шраб         | Джордан Блум, Паркер Діей | 6 березня 2014     | -                              | 508 | 2.79    |
| Брітта помічає, що всі слухають її уважніше, коли в неї брудне обличчя. Бета-тест мобільного додатку «Meow-Meow Beenz», який дозволяє ставити будь-якій людині оцінку від 1 до 5, перетворює кампус на пост-апокаліптичне кастове суспільство. |            | |                  |                           |                    |                                |     |         |
| 93 | 9          | «VCR Maintenance and Educational Publishing» «Технічне обслуговування відеомагнітофонів і навчальні публікації» | Трістрам Шапіро  | Дональд Дієго             | 13 березня 2014    | -                              | 509 | 2.77    |
| Абед і Енні грають в стару гру на відеомагнітофоні, щоб вирішити, хто житиме з ними — дівчина Абеда чи брат Енні. Джеф, Ширлі і Гікі знаходять серію нових підручників в ідеальному стані і шукають спосіб їх продати. |            | |                  |                           |                    |                                |     |         |
| 94 | 10         | «Advanced Advanced Dungeons & Dragons» «Продвинуті продвинуті підземелля і дракони»                             | Джо Руссо        | Метт Роллер               | 20 березня 2014    | -                              | 510 | 3.32    |
| Комітет влаштовує гру в «Advanced Dungeons & Dragons», щоб помирити Гікі з його сином. |            | |                  |                           |                    |                                |     |         |
| 95 | 11         | «G.I. Jeff» «Джі Ай Джеф»                                                                                       | Роб Шраб         | Діно Стаматопулос         | 3 квітня 2014      | -                              | 513 | 2.50    |
| Мультфільм в стилі «Джі Ай Джо» про членів комітету на війні. |            | |                  |                           |                    |                                |     |         |
| 96 | 12         | «Basic Story» «Основи розповіді»                                                                                | Джей Чандрасекар | Керол Колб                | 10 квітня 2014     | -                              | 512 | 2.56    |
| Абед переймається через те, що з ними нічого не відбувається, і починає шукати будь-яку історію. До Ґріндейлу завітує страховий інспектор, який перевіряє стан кампусу і вперше за всю історію коледжу оголошує, що він — цінний актив. Адміністрація Ґріндейла негайно оголошує, що продає кампус фірмі «Subway». |            | |                  |                           |                    |                                |     |         |
| 97 | 13         | «Basic Sandwich» «Основи бутерброду»                                                                            | Роб Шраб         | Райан Рідлі               | 17 квітня 2014     | -                              | 511 | 2.87    |
| Досліджуючи підпілля коледжу, Джеф, Брітта, Енні, Абед і декан Пелтон знаходять спосіб врятувати його від «Subway», поки Ширлі, Дункан і Гікі затримують зрадника Ченґа і адміністраторів Ґріндейла. |            | |                  |                           |                    |                                |     |         |

### Сезон 6 (2015)
| № п/п | № в сезоні | Назва | Режисер               | Сценарист                 | Оригінальний показ | Оригінальний показ українською | Код |
| --- | ---------- | --- | --------------------- | ------------------------- | ------------------ | ------------------------------ | --- |
| 98 | 1          | «Ladders» «Стрем'янки»                                                                                        | Роб Шраб              | Ден Гармон, Кріс Маккенна | 17 березня 2015    | -                              | 602 |
| Після від'їзду Ширлі і особливо після того як в їдальні обвалюється дах, декан Пелтон примушує комітет прийняти до себе консультантку Франческу «Френкі» Дарт, яка крім Абеда нікому не подобається. Коли вона забороняє алкоголь на кампусі, Джеф, Брітта і Енні будують бар під сендвіч-баром Ширлі. |            | |                       |                           |                    |                                |     |
| 99 | 2          | «Lawnmower Maintenance and Postnatal Care» «Технічне обслуговування газонокосарок і профілактика після родів» | Джим Реш, Нет Факсон  | Алекс Рубенс              | 17 березня 2015    | -                              | 601 |
| Декан Пелтон купує систему віртуальної реальності і стає залежним від неї. Джеф і Френкі виходять на слід творця системи, винахідника Елроя Паташника, який відмовляється повертати гроші. Коли Брітта переїжджає до Абеда і Енні, вона дізнається, що її батьки спілкуються з її друзями і досі фінансують її життя. |            | |                       |                           |                    |                                |     |
| 100 | 3          | «Basic Crisis Room Decorum» «Основи етикету у кризових кімнатах»                                              | Бобкет Голдтуейт      | Моніка Педрик             | 24 березня 2015    | -                              | 605 |
| На одну ніч звичний кабінет стає кризовою кімнатою — декан Пелтон, Джеф, Абед, Френкі і Енні, а також нічого не розуміючий Ченґ, п'яна Брітта і байдужий Елрой, об'єднуються, щоб відповісти Міському Коледжу, який готується показати негативну рекламу про Ґріндейл, згідно з якою Ґріндейл колись дав диплом собаці. |            | |                       |                           |                    |                                |     |
| 101 | 4          | «Queer Studies and Advanced Waxing» «Дослідження нетрадиційних оріентацій і передове нанесення воску»         | Джим Реш, Нет Факсон  | Метт Лоусон               | 31 березня 2015    | -                              | 603 |
| Елрой починає працювати сісадміном в Ґріндейлі. На першому завданні — відремонтувати вай-фай — він і Абед знаходять на роутері пташине гніздо, про яке вони починають піклуватись. Адміністрація Ґріндейла обіцяє декану Пелтону місце якщо він зробить камінг-аут як гей. Енні допомагає Ченґу готуватися до ролі в театральній версії фільму «Малюк-каратист», але сама отримує в ній роль.                                                   |            | |                       |                           |                    |                                |     |
| 102 | 5          | «Laws of Robotics and Party Rights» «Закони робототехніки і права на вечірки»                                 | Роб Шраб              | Дін Янг                   | 7 квітня 2015      | -                              | 604 |
| Френкі домовляється про навчання в Ґріндейлі в'язнів через пристрої телеприсутності і один з них конфліктує з Джефом. Щоб обійти заборону Енні на влаштування вечірок, Брітта умовляє Абеда зняти в квартирі фільм про вечірку. |            | |                       |                           |                    |                                |     |
| 103 | 6          | «Basic Email Security» «Основи безпеки вебпошти»                                                              | Джей Чандрасекар      | Метт Роллер               | 14 квітня 2015     | -                              | 606 |
| Після того, як комітет оголошує про виступ скандального коміка Ґупта Ґупті Ґупта, хакери починають взламувати і публікувати електронну пошту спочатку комітету, а потім і всіх студентів Ґріндейлу. |            | |                       |                           |                    |                                |     |
| 104 | 7          | «Advanced Safety Features» «Продвинуті функції безпеки»                                                       | Роб Шраб              | Керол Колб                | 21 квітня 2015     | -                              | 607 |
| Колишній хлопець Брітти, який колись називав себе Сабвей, а тепер займається партизанським маркетингом для «Honda», повертається до Ґріндейлу і знову зустрічається з Бріттою. Тим часом декан Пелтон і Френкі шукають цього таємничого маркетолога, Френкі намагається зрозуміти, чому Абед сумує за Троєм, а Джеф намагається здружитися з Елроєм.                                                                                            |            | |                       |                           |                    |                                |     |
| 105 | 8          | «Intro to Recycled Cinema» «Введення в перероблене кіно»                                                      | Віктор Неллі-молодший | Клей Лапарі               | 28 квітня 2015     | -                              | 608 |
| Коли Ченґ стає зіркою і їде до Голлівуду, Френкі спонукає Абеда використати відеоматеріал з фільму, який він якось спробував зняти с Ченґом, і на його основі наспіх зробити дешевий фантастичний фільм. |            | |                       |                           |                    |                                |     |
| 106 | 9          | «Grifting 101» «Шахрайство 101»                                                                               | Роб Шраб              | Райан Рідлі               | 5 травня 2015      | -                              | 609 |
| Брітта, Енні, Абед, Ченґ і Елрой починають уроки шахрайства, але Джеф переконаний що сам курс і є шахрайством. Коли професор ДеСальво найсправді виявляється шахраєм, комітет звертається до Джефа, щоб той його переграв. |            | |                       |                           |                    |                                |     |
| 107 | 10         | «Basic RV Repair and Palmistry» «Основи ремонтування фургонів і хіромантія»                                   | Джей Чандрасекар      | Ден Ґутерман              | 12 травня 2015     | -                              | 610 |
| Коли декан Пелтон купляє гігантську скульптуру руки і комітет вирішує її продати, Елрой пропонує відвезти її покупцеві на своєму фургоні, але весь комітет раптово їде з ним і в нього майже одночасно закінчується бензин і сідає акумулятор. Під час подорожі, Абед зациклюється на техніці використання флешбеків. |            | |                       |                           |                    |                                |     |
| 108 | 11         | «Modern Espionage» «Сучасне шпигунство»                                                                       | Роб Шраб              | Марк Стегеманн            | 19 травня 2015     | -                              | 611 |
| Попри заборони Френкі, на кампусі починається секретна гра в пейнтбол. Решта комітету з'ясовує, що Міський Коледж знов стоїть за цією грою і в Ґріндейлі можуть бути колаборанти. |            | |                       |                           |                    |                                |     |
| 109 | 12         | «Wedding Videography» «Весільна відеографія»                                                                  | Адам Девідсон         | Бріггс Хеттон             | 26 травня 2015     | -                              | 612 |
| Абед знову знімає документальний фільм: старий одногрупник головних героїв Ґарет Ламберт робить своїй дівчині пропозицію під час уроку і весь комітет запрошують на весілля. |            | |                       |                           |                    |                                |     |
| 110 | 13         | «Emotional Consequences of Broadcast Television» «Емоційні наслідки телебачення»                              | Роб Шраб              | Ден Гармон, Кріс Маккенна | 2 червня 2015      | -                              | 613 |
| Закінчився ще один навчальний рік і Френкі оголошує що комітет по рятуванню Ґріндейла закінчив свою роботу. Елрой одразу прощається з комітетом і їде. Решта комітету збирається в барі і обговорення дивного прощання Елроя переходить в розмову про те, яким буде наступний рік, або сьомий сезон. Кожний член комітету уявляє що буде з ними наступного року. Але навряд чи сьомий сезон буде взагалі, адже з Ґріндейлу їде не тільки Елрой… |            | |                       |                           |                    |                                |     |